# Chrysogaster lucida
Chrysogaster lucida är en tvåvingeart som först beskrevs av Giovanni Antonio Scopoli 1763. 
Chrysogaster lucida ingår i släktet ängsblomflugor och familjen blomflugor. Artens utbredningsområde är Slovenien. Inga underarter finns listade i Catalogue of Life.